# Lublin
Lublin (ukrajinski: Люблін, jidiš: לובלין, hrvatski: Ljublin) je grad i središte Lublinskog vojvodstva u Poljskoj. Deveti po veličini grad u Poljskoj.

## Zemljopis
Grad se nalazi u istočnoj Poljskoj, te je najveći grad istočno od rijeke Visle. 

## Povijest
Prvi podaci o Lublinu potiču iz 10. stoljeća. Grad je bio pod Austrijom 1795. – 1807., u sastavu Varšavskog velikog vojvodstva 1807. – 1818., u sastavu carske Rusije 1815. – 1918. Godine 1918. u Lublinu je osnovana vlada nezavisne Poljske i od tada je grad u njenom sastavu.
U toku Drugog svjetskog rata, u sadašnjem jugoistočnom predgrađu Majdaneku bio je smješten njemački koncentracijski logor u kome je živote izgubilo oko 300.000 ljudi. Danas je na tom mestu spomen muzej. Za vrijeme njemačke okupacije sjedište Komiteta narodnog oslobođenja i privremene poljske vlade 1944. je bilo u Lublinu.

## Stanovništvo
Prema popisu iz 2010. godine grad ima 348.450 stanovnika. 

### Demografija
Kretaje broja stanovnika:

## Gradovi prijatelji

### Gradovi pobratimi
| - Alcalá de Henares, Španjolska - Brest, Bjelorusija - Debrecen, Mađarska - Delmenhorst, Njemačka - Erie, SAD - Ivano-Frankivsk, Ukrajina - Lancaster, UK | - Luhansk, Ukrajina - Lutsk, Ukrajina - L'viv, Ukrajina - Sumi, Ukrajina - Münster, Njemačka - Nancy, Francuska - Nykøbing Falster, Danska - Panevėžys, Litva | - Pernik, Bugarska - Rishon LeZion, Izrael - Trabzon, Turska - Starobilsk, Ukrajina - Tilburg, Nizozemska - Viseu, Portugal - Windsor, Kanada |

## Galerija
- Ulaz u Lublinski dvorac
- Stari dio grada
- Lublin 1618. godine
- Ulica Krakowskie Przedmieście
- Trg Litewski
- Željeznički kolodvor
- Stari grad noću
- Zalew Zemborzycki u Lublinu
- Arena Lublin

## Vanjske poveznice
- Službena stranica grada